# ميناء تامنتفوست
ميناء تامنتفوست هو ميناء صيد بحري يقع في بلدية المرسى المطلة على خليج الجزائر، ضمن حي تامنتفوست، ويعتبر أحد الموانئ التاريخية لولاية الجزائر في ميدانَيْ التجارة والمواصلات البحرية.

## تاريخ
يرجع تاريخ «ميناء تامنتفوست» إلى المراحل الأمازيغية والفينيقية والرومانية في الجزائر ضمن منطقة تامنتفوست الاستراتيجية.
ذلك أن الفضاء الأمازيغي حول خليج الجزائر أين كانت تقطن «قبائل بني مزغنة» قد اعتمد من أجل حماية قوارب الصيد وسفن النقل على «ميناء تامنتفوست» ضد الرياح الشمالية الشرقية وعلى «ميناء الجزائر» ضد الرياح الشمالية الغربية التي تهب على ساحل خليج الجزائر وذلك منذ العصر الحجري القديم.
وحينما قدم الفينيقيون إلى سواحل ولاية الجزائر، قاموا بتطوير «ميناء تامنتفوست» بعد أن نقلوا مناطق نفوذهم التّجاري من صيدون اللبنانية إلى الحوض الغربي من البحر الأبيض المتوسط ما بين سنتي 1200 و300 قبل الميلاد.
فاستقرّوا في صقلية، و«يوتيقا» (المدينة العتيقة) في تونس اليوم، ومالطة قبل أن يصلوا إلى سواحل الجزائر، مُراعين في اختيارهم لمستعمراتهم البحريّة المركز التّجاري والموقع الطّبيعي لإنشاء المرافئ التي من بينها «ميناء تامنتفوست» و«ميناء الجزائر».
وبذلك تم إنشاء مرفأ إكوزيوم، الذي معناه جزيرة النوارس، في الساحل الغربي لخليج الجزائر حيث توجد القصبة الحالية أثناء القرن الخامس قبل الميلاد كمحطة تجارية فينيقية.
ومن مثل هذين المرفأين انطلق الفينيقيون إلى جنوبي سردينيا، والجزر المجاورة لها كجزر البليار، ومن ثمّ خطّوا نحو «ترشيش» في إسبانيا حيث حوّلوا إحدى محطّاتهم التّجاريّة إلى مستعمرة.

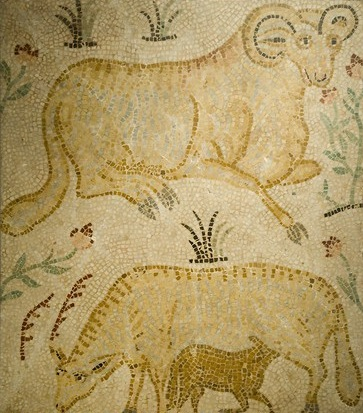
آثار منطقة تامنتفوست
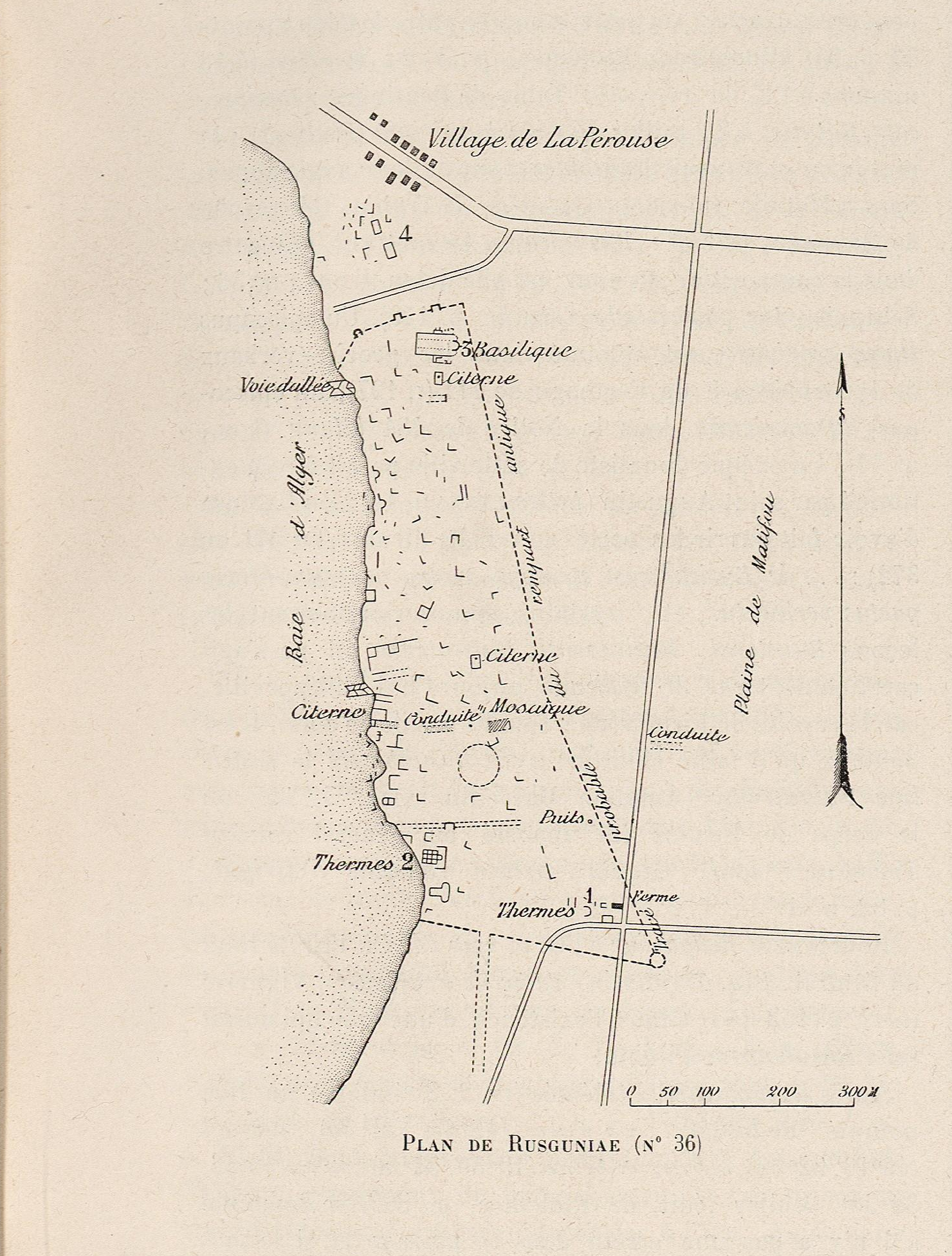
آثار منطقة تامنتفوست
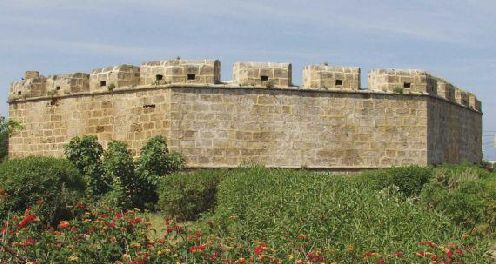
منظر برج تامنتفوست
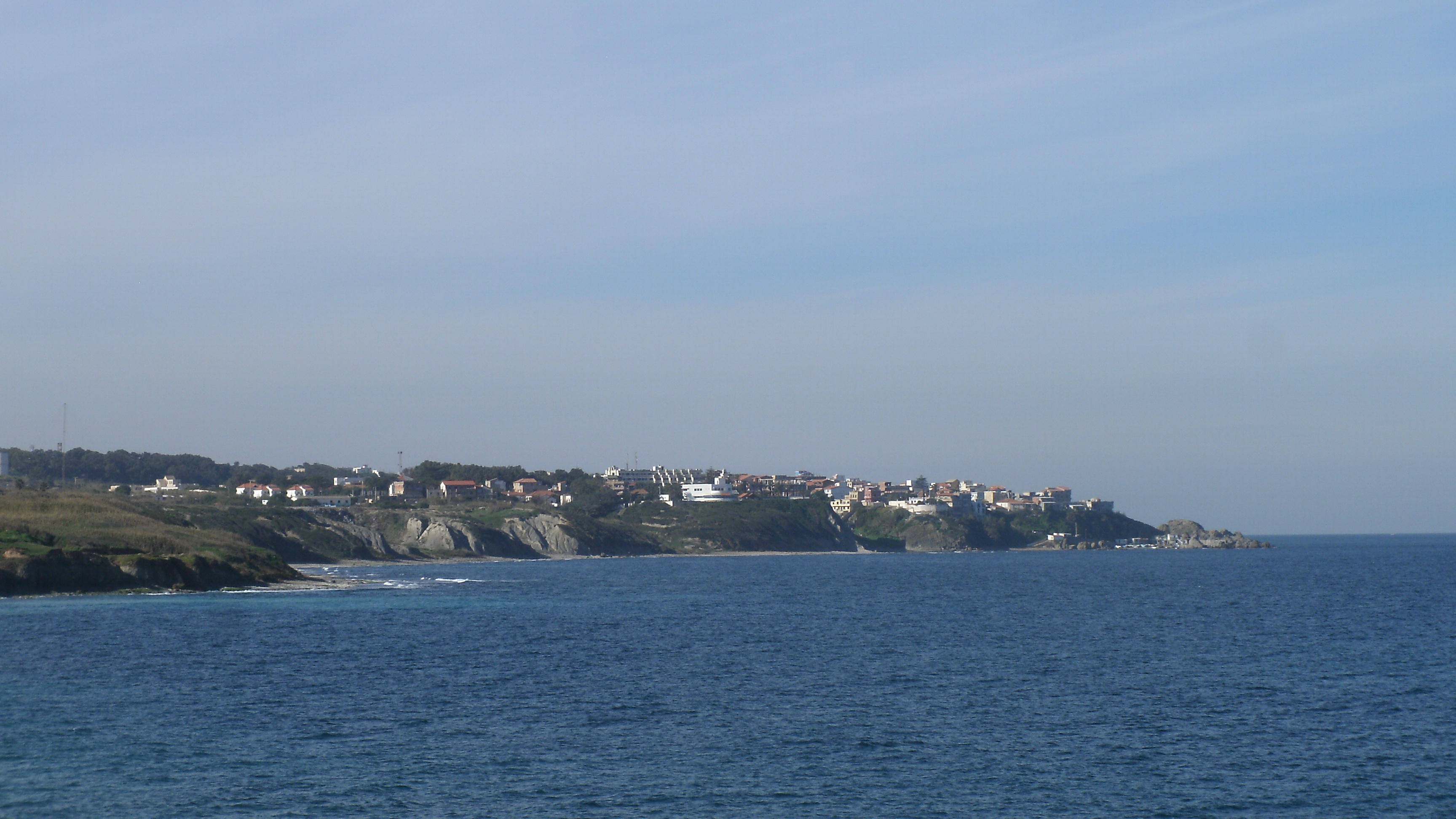
ميناء تامنتفوست
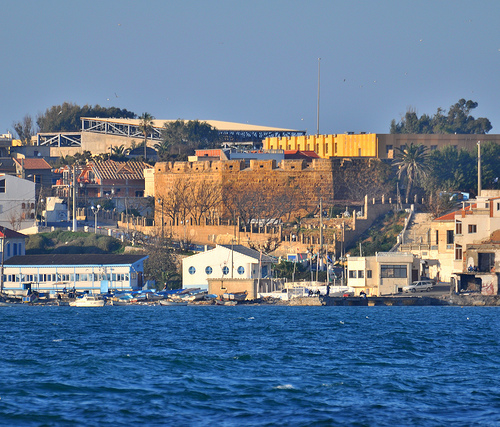
برج تامنتفوست

## المعارك
تم استهداف موقع «ميناء تامنتفوست» و«برج تامنتفوست» خلال أغلب «الحملات الأوروبية البحرية» على قصبة الجزائر أثناء حكم إيالة الجزائر والجزائر العثمانية.
ذلك أن المسافة البحرية المباشرة بين «ميناء تامنتفوست» و«برج عمار» تبلغ 15 كلم بما كان يجعل المدفعية الجزائرية تستطيع استهداف السفن الأجنبية على مرمى 7.5 كلم من البرجين في عرض البحر، وهذا هو سبب الاستهداف المتواصل لهذا الموقع في تامنتفوست.
| رقم | المعركة               | التاريخ         | القادة الأوروبيون                            | القادة الجزائريون                        |
| --- | --------------------- | --------------- | -------------------------------------------- | ---------------------------------------- |
| 01  | معركة الجزائر (1510م) | ماي 1510م       | فرناندو الثاني بيدرو نافارو                  | سالم التومي                              |
| 02  | معركة الجزائر (1516م) | سبتمبر 1516م    | دييغو دي فيرا أبو عبد الله محمد المتوكل      | سالم التومي خير الدين بربروس عروج بربروس |
| 03  | معركة الجزائر (1529م) | 29 ماي 1529م    | مارتن دي فارغاس                              | خير الدين بربروس                         |
| 04  | معركة الجزائر (1541م) | 21 أكتوبر 1541م | كارلوس الخامس                                | حسن آغا                                  |
| 05  | معركة الجزائر (1682م) | 22 جويلية 1682م | أبراهام دوكاسن                               | بابا حسن                                 |
| 06  | معركة الجزائر (1683م) | 26 جوان 1683م   | أبراهام دوكاسن                               | بابا حسن                                 |
| 07  | معركة الجزائر (1775م) | سنة 1775م       | أليخاندرو أوريللي                            | محمد عثمان باشا                          |
| 08  | معركة الجزائر (1783م) | 4 أوت 1783م     | أنتوان بارسيلو                               | محمد عثمان باشا                          |
| 09  | معركة الجزائر (1784م) | جانفي 1784م     | أنتوان بارسيلو                               | محمد عثمان باشا                          |
| 10  | معركة الجزائر (1816م) | 27 أوت 1816م    | اللورد اكسماوث تيودوروس فريديريك فون كابيلين | عمر آغا                                  |

## مبايعة محمد بن زعموم

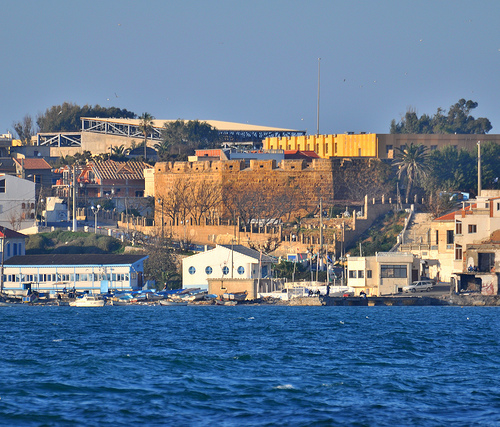
شاطئ برج تامنتفوست

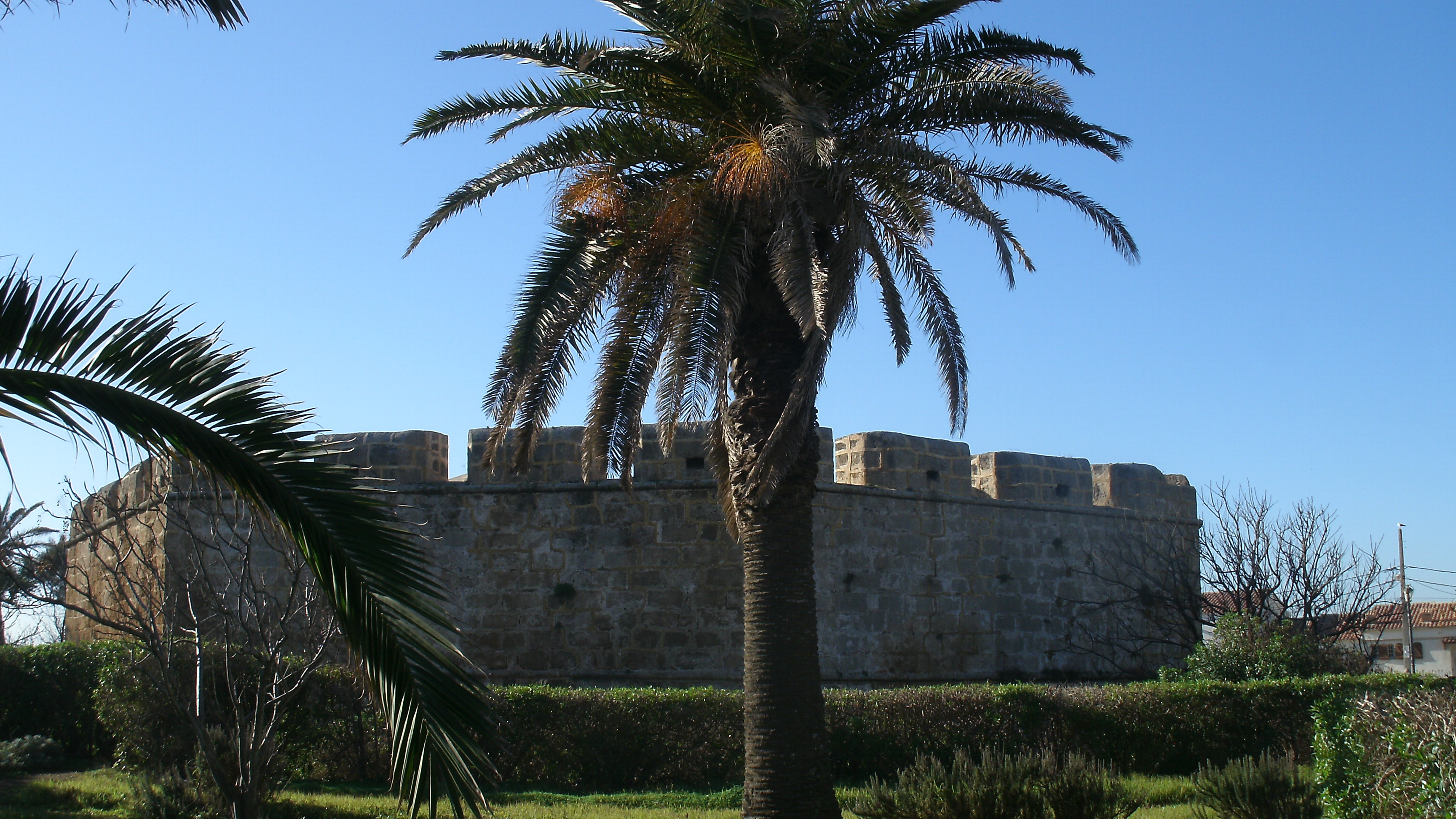
برج تامنتفوست

شهد «ميناء تامنتفوست» توافد أعيان قصبة الجزائر بعد معاهدة دي بورمن لتتم «مبايعة محمد بن زعموم» مع «علي ولد سي سعدي» داخل برج تامنتفوست من طرف المقاومة الشعبية في متيجة ومنطقة القبائل والتيطري مباشرة بعد سقوط مدينة الجزائر بتاريخ 5 جويلية 1830م وبدء الهجوم الفرنسي على منطقة البليدة.
وبدأت هذه الفترة المضطربة بسقوط الجزائر العاصمة مباشرة حيث ادعى المارشال دي بورمن أن بعض البدو استولوا على مواشي بعثها باي التيطري لتموين الجيش الفرنسي ليقوم بحملة على مدينة البليدة بتاريخ 23 جويلية 1830م.
فتقدم حوالي 1.000 من المشاة و300 من الفرسان مدعمين بالمدفعية، فنظم سكان البليدة كمينا للجيش الفرنسي حيث تظاهروا بالاستسلام وسمحوا للفرنسيين بالدخول دون مقاومة.
وفي صباح يوم 24 جويلية 1830م استغلوا تراخي الجيش الفرنسي ليشنوا هجوما من سفوح جبال شريعة ومن السهول المجاورة، وعلى حسب المصادر الفرنسية فإن الجنود الفرنسيين لم يتمكنوا من الخروج من أبواب «باب الجزائر» إلا منبطحين بعد أن خسروا 80 جنديا.
وترتب عن هذه المعركة نتائج مهمة تمثلت في:
1. تخلي الاحتلال الفرنسي عن محاولة الخروج من الجزائر العاصمة.
2. أعلن باي التيطري مصطفى بومرزاق استقلاله عن السلطة الفرنسية.
3. عقد شيوخ القبائل والزوايا اجتماعا هاما في برج تامنتفوست بمنطقة برج البحري حيث قرروا توحيد المقاومة الشعبية تحت زعامة محمد بن زعموم وعلي ولد سي سعدي.[10]

كانت خطة المقاومة الشعبية بقيادة «الأمير محمد بن زعموم» تقتضي إحكام حصار على الجيش الفرنسي في الجزائر العاصمة ومنعه من الخروج وقطع كل طرق الإمداد البرية عليه وقد تم تنفيذها بإحكام حتى أصبح وضع الفرنسيين صعبا، فبمجرد خروج جندي فرنسي من أسوار الجزائر العاصمة يُقتل وقد حاول «العقيد فريشفيل» (بالفرنسية: Frécheville)‏ الخروج فقُتل في الحراش.

## الموقع
يقع «ميناء تامنتفوست» قرب برج تامنتفوست على الشريط الساحلي غير البعيد عن مصب وادي الحراش وتفصل بينه وبين قصبة الجزائر مسافة برية قدرها 28 كلم.
وهذا الموقع الرائع في الشريط الساحلي والواجهة البحرية على خليج الجزائر، يجعل منه موقعا استراتيجيا مقابلا للطريق السريع على مستوى بلديتي المرسى وبرج البحري.
يقع «ميناء تامنتفوست» على بعد 20 كلم إلى الشرق من مدينة الجزائر العاصمة، ويطل على البحر الأبيض المتوسط.
ويقع هذا الميناء في ساحل سهل متيجة ومنطقة القبائل.

## وظيفته

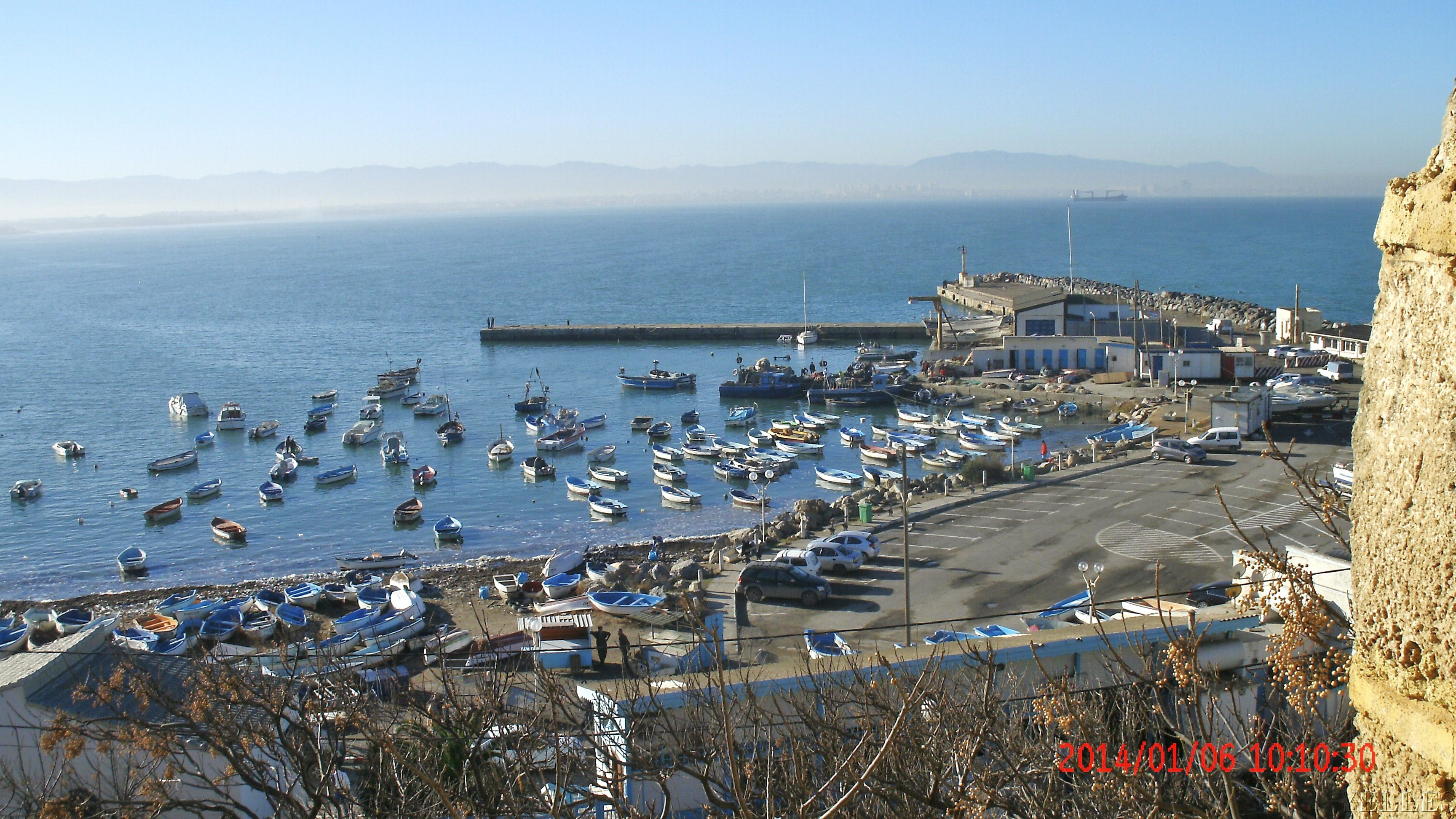
ميناء تامنتفوست

### ميناء صيد بحري
كان «ميناء تامنتفوست» يُستعمل كميناء صيد بحري منذ نشأته التاريخية.
وشهد هذا الميناء ابتداء من سنة 2013م حملة تطهير عميقة، حيث باشرت «مديرية الصيد البحري والموارد الصيدية» لولاية الجزائر برنامجا واسعا لإعادة تهيئة وبناء محطة هذا الميناء التي تعود إلى حقبة الاحتلال الفرنسي للجزائر.
واعتمادا على البرنامج التنموي 2013م-2018م الذي سطرته «مؤسسة تسيير موانئ وملاجئ الصيد البحري» التابعة لمؤسسة ميناء الجزائر، تمت إعادة تأهيل هذا الميناء الجواري كليا.
فجرى إنجاز أرصفة في «ميناء تامنتفوست» من أجل تنظيم أفضل لفرع الصيد البحري وتنظيم تجارة السمك وتوفير ظروف عمل أحسن لباعة السمك والزبائن.
كما تم تجهيز الميناء، الذي يمون قسما واسعا من شرق الجزائر العاصمة بالأسماك، بنظام تزويد بالكهرباء المتجددة وذلك بوضع 21 عمود يوكل لمركز تطوير الطاقات المتجددة باعتبارها عملية نموذجية بالنسبة لميناء صيد بالجزائر.
وتم كذلك تزويد الميناء بجسر خاص بالمعوقين حركيا بالتنسيق مع الجمعية المحلية للنشاطات التحتمائية «رصيف» ومؤسسة تسيير موانئ وملاجئ الصيد البحري للجزائر العاصمة.
وقُدرت قيمة هذا المخطط الاستثماري لـ«ميناء تامنتفوست» بمبلغ 1.92 مليار دج منها 1.5 مليار موجهة لاقتناء العتاد المتحرك فيما استُهلكت القيمة المتبقية في التجهيز وشراء العتاد.
وتم استلام مرفأ رسو السفن في هذا الميناء في شهر مارس 2014م.
وتم الشروع في شهر جوان 2014م في إنجاز رصيف بيع الأسماك الطازجة من أجل تسهيل استقبال وإفراغ الأسماك من سفن الصيد البحري عند عودتها من عرض البحر.

### مارينا
قامت ولاية الجزائر ببرمجة إعادة تهيئة «ميناء تامنتفوست» لتحويله من ميناء صيد بحري إلى مارينا ابتداء من عام 2010م.
وتم تقنين رسو السفن السياحية في المساحة المائية لهذا مارينا مقابل دفع أتاوات كراء أماكن لهذه القوارب وفق المساحة المشغولة.

## التلوث

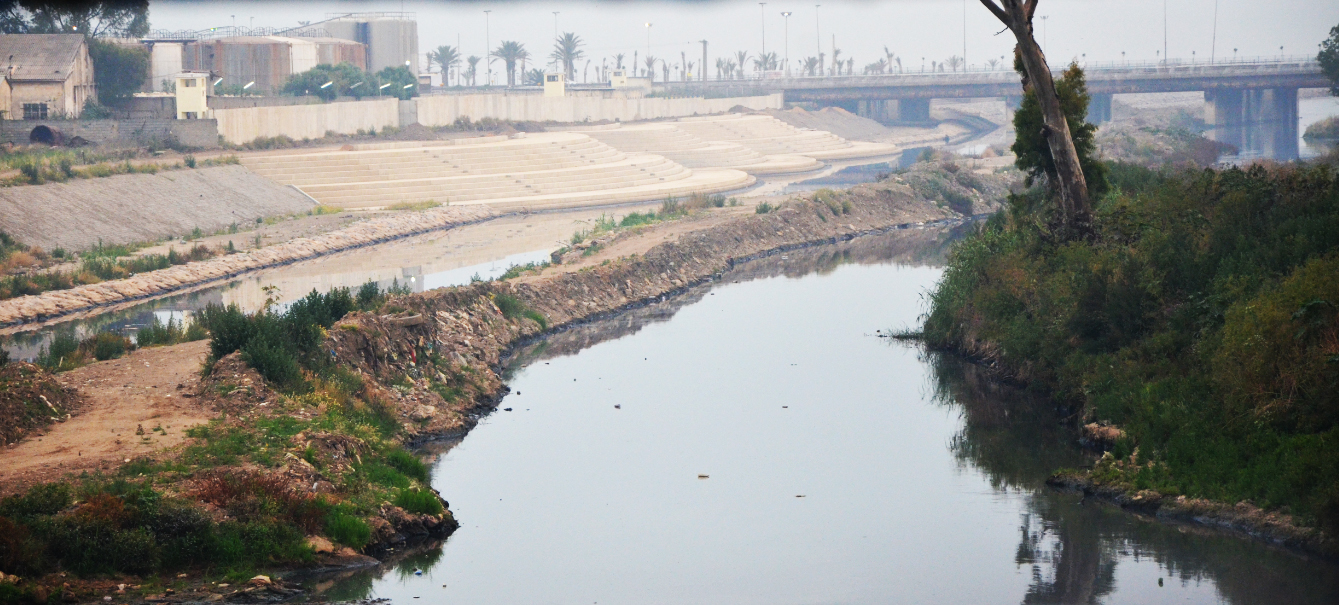
وادي الحراش

كان «ميناء تامنتفوست» يعاني من تلوث المياه القادمة من مصبات «وادي الحميز» و«وادي الحراش» بسبب التوسع العمراني في ولاية الجزائر.
وبعد أن تم الشروع في تهيئة وتطهير مصب وادي الحراش على مستوى شاطئ الصابلات لحماية خليج الجزائر من التلوث البحري، بقي الدور على وادي الحميز ليتم تطهير مصبه في ساحل ولاية الجزائر.
ذلك أن النفايات الخطرة الصلبة والسائلة التي يفرغها وادي الحميز في خليج الجزائر، لتصل بعد ذلك إلى قاع البحر في «ميناء تامنتفوست» خاصة أثناء فصل الشتاء بسبب التيارات البحرية، تسببت في اختفاء تدريجي للتنوع البيئي البحري تحت ركام هذه القمامة البحرية.
ورغم أن عمليات تنظيف قاع الميناء تجري دوريا طوال شهور السنة، إلا أنه عند كل هطول للمطر تعود وضعية الميناء إلى حالتها المتدهورة أو تسوء أكثر، وهذا المشكل البيئي استدعى التخطيط لتهيئة وادي الحميز ابتداء من عام 2016م تماما مثلما كان الحال مع وادي الحراش.

## مكتبة الصور

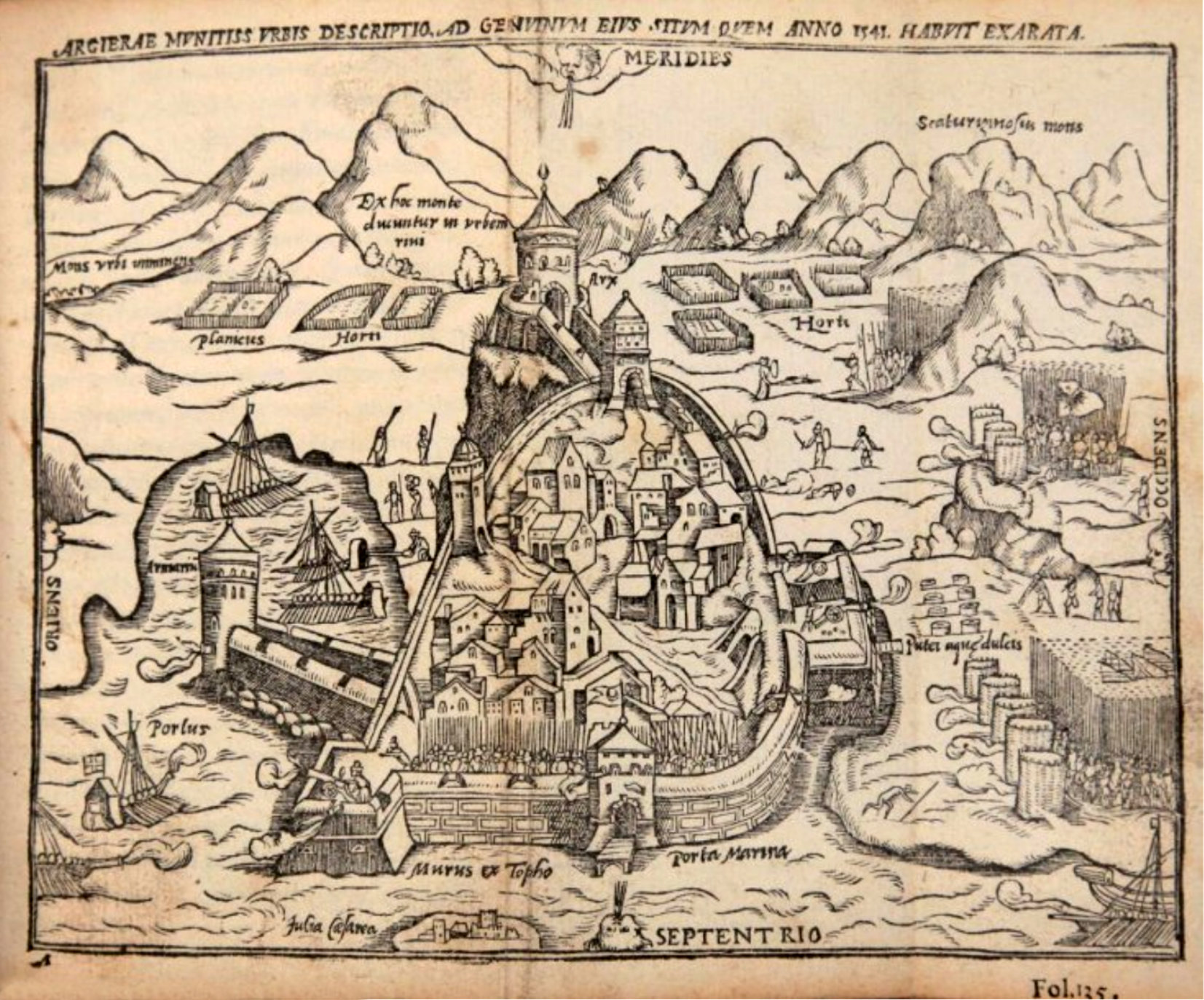
معركة الجزائر في أكتوبر 1541م
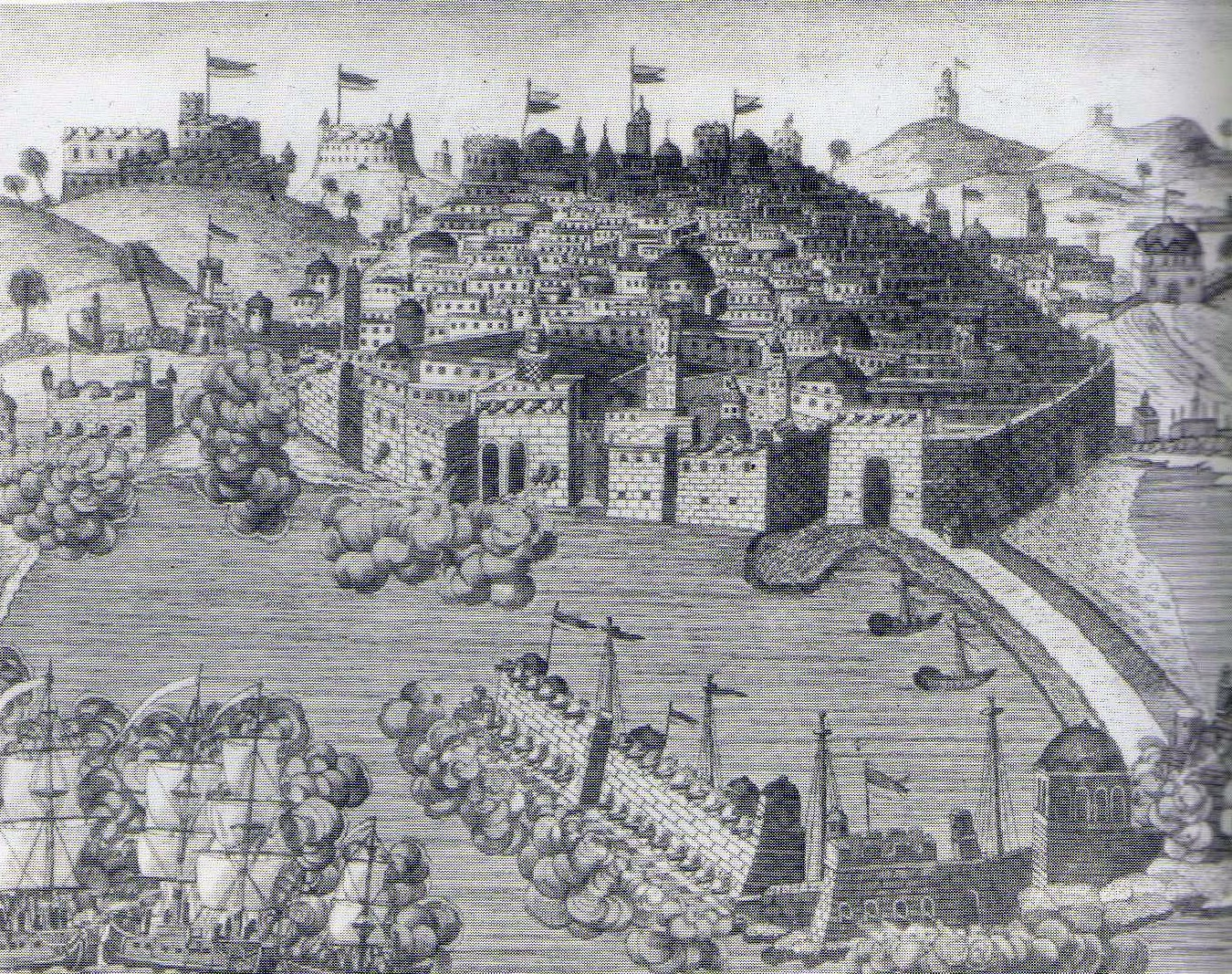
الهجوم البحري على الجزائر (1682م) من طرف أبراهام دوكاسن
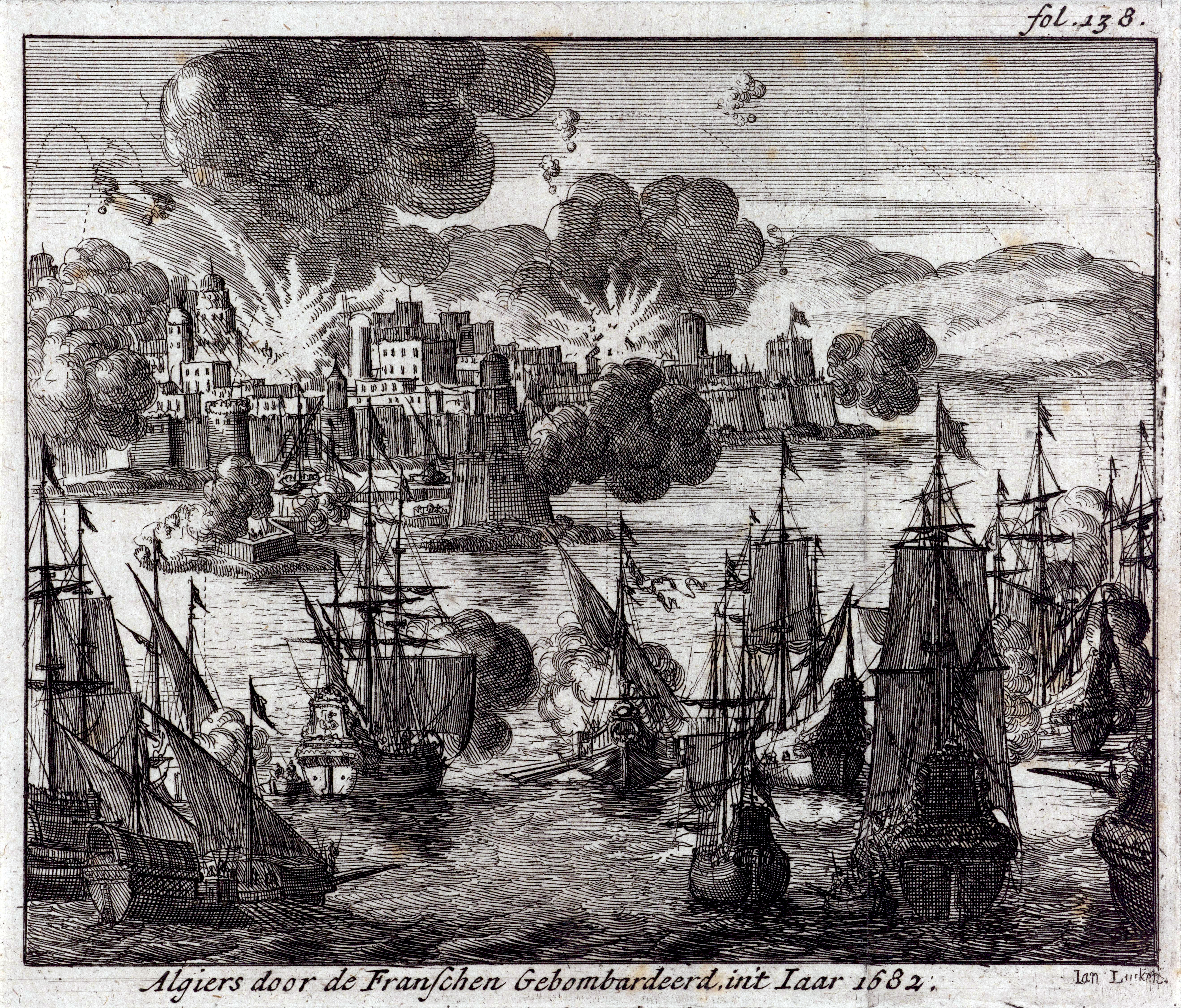
الهجوم البحري على الجزائر (1682م) من طرف أبراهام دوكاسن
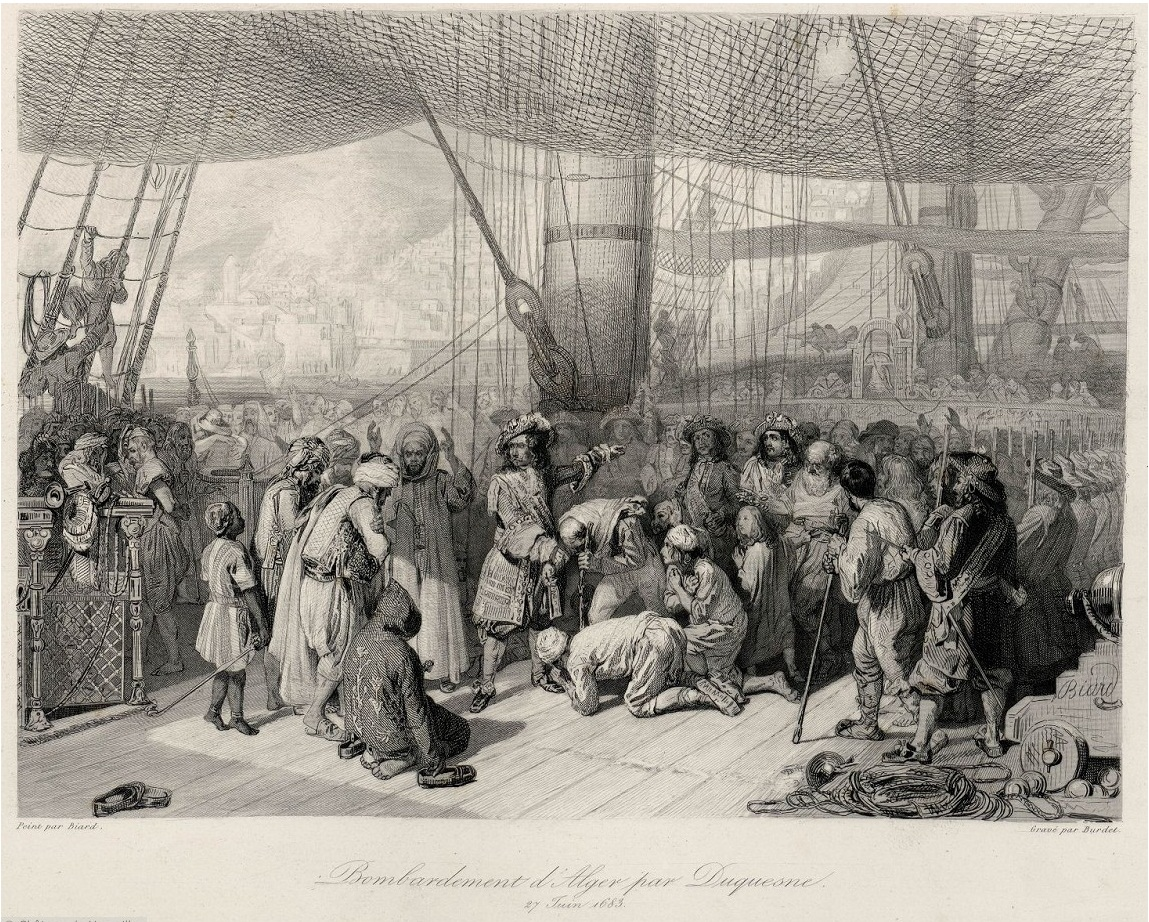
الهجوم البحري على الجزائر (1683م) من طرف أبراهام دوكاسن
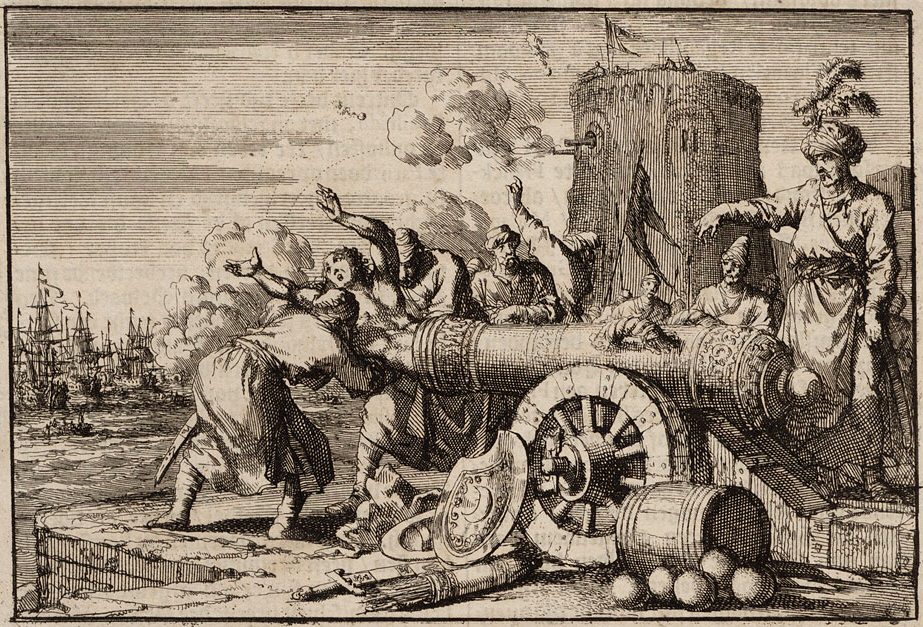
الهجوم البحري على الجزائر (1683م) من طرف أبراهام دوكاسن
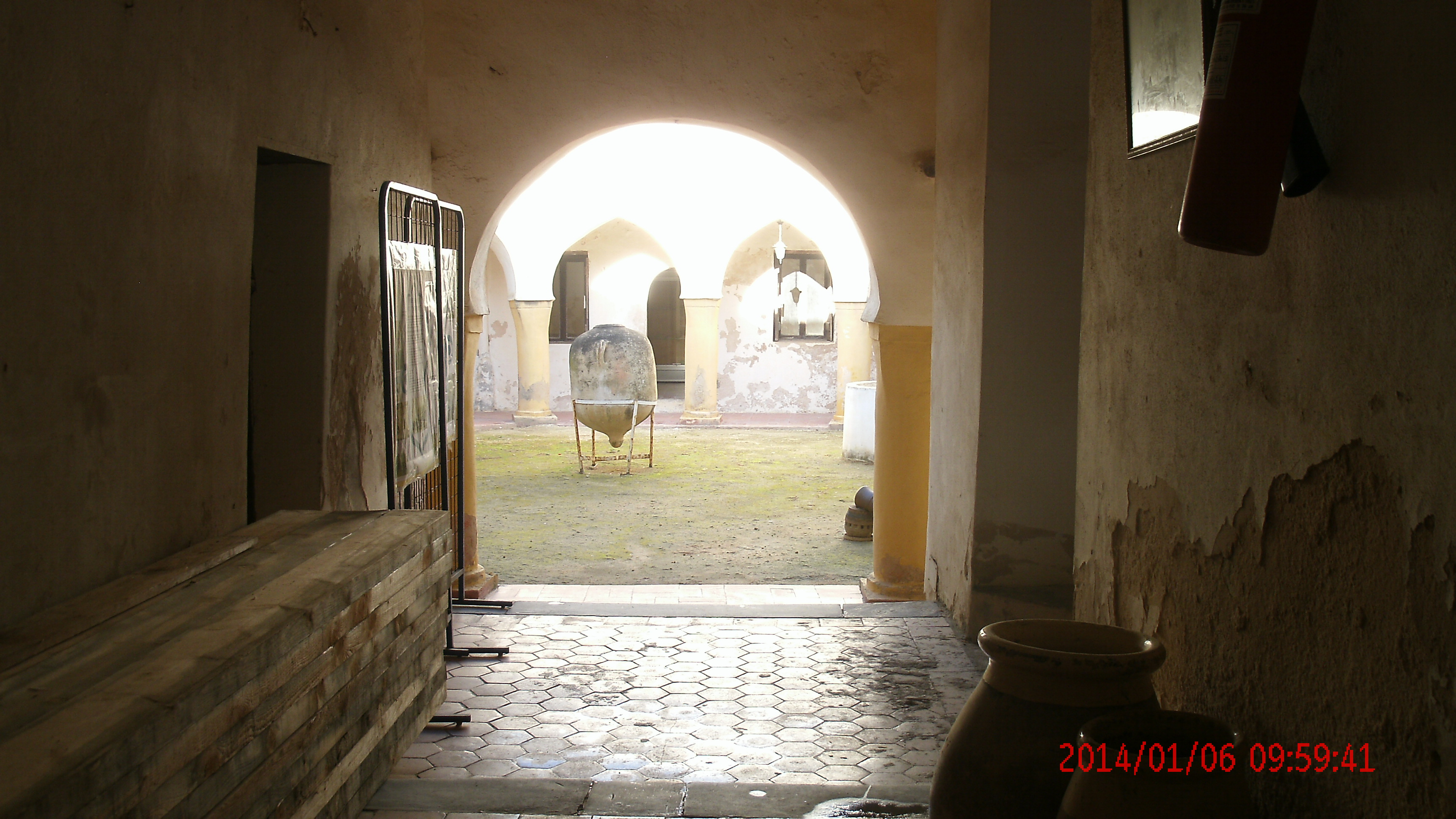
سقيفة حصن تامنتفوست
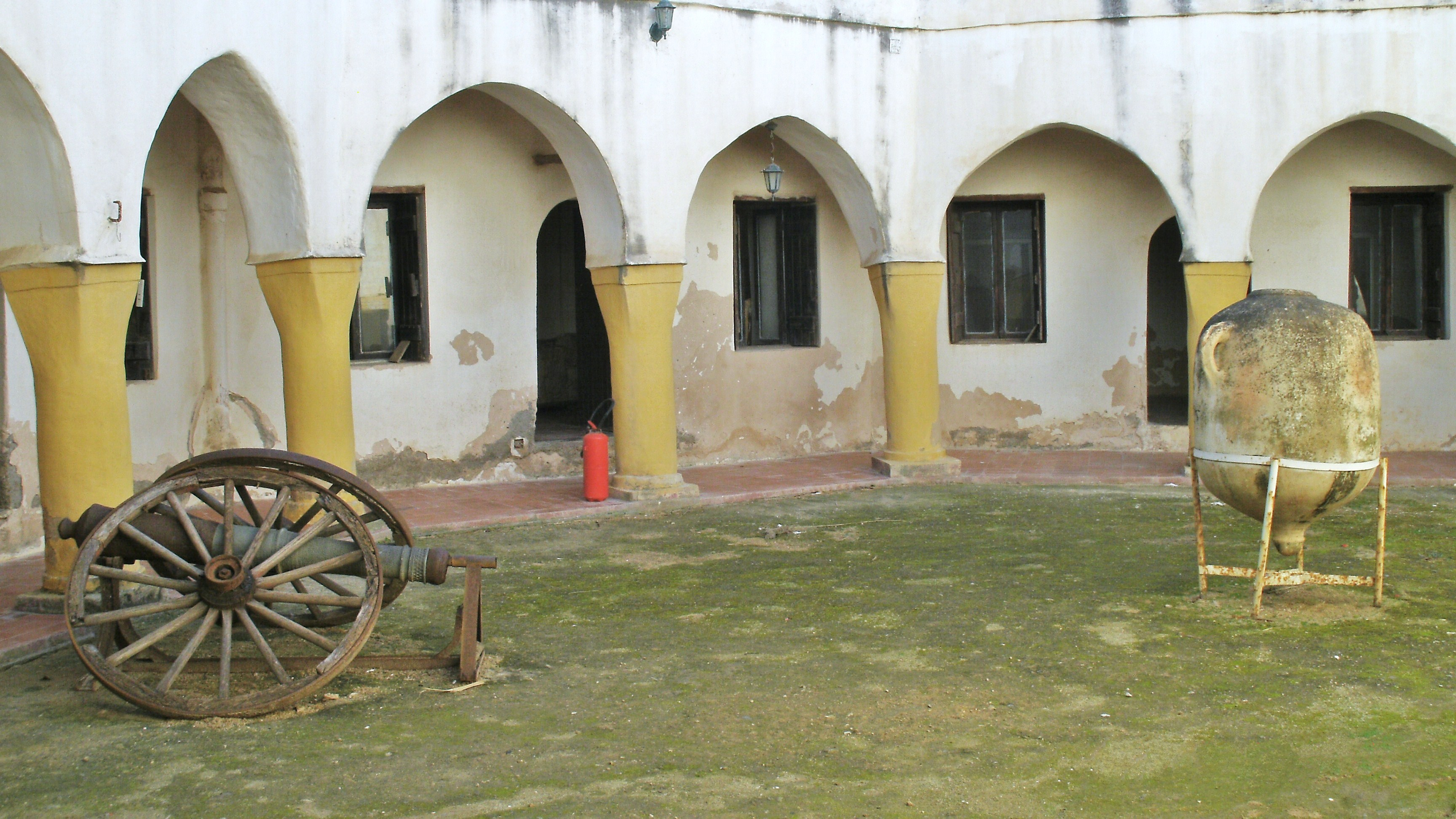
فناء حصن تامنتفوست
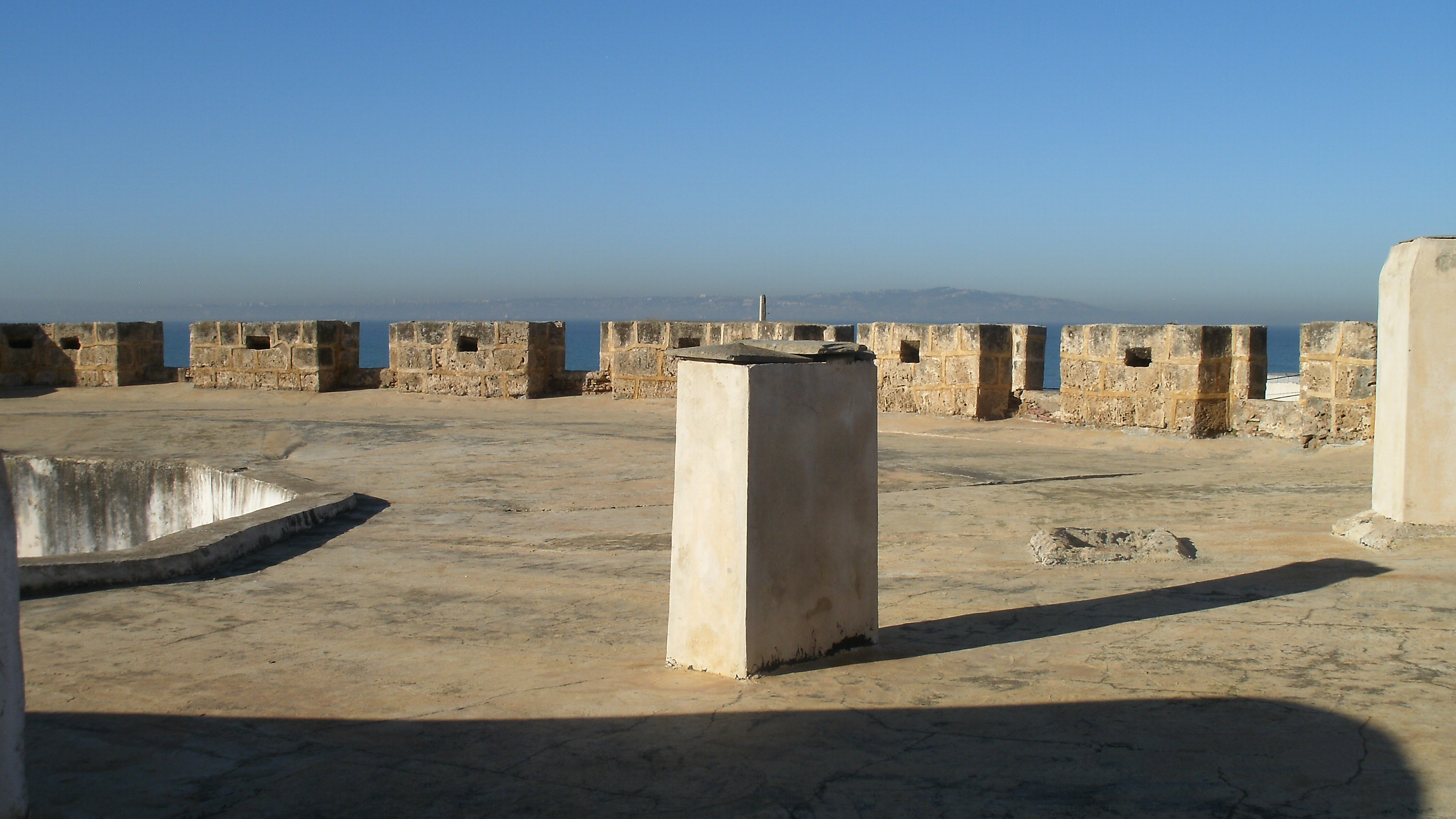
شرفة حصن تامنتفوست

### مواضيع ذات صلة
- قائمة موانئ الجزائر
- قائمة خلجان الجزائر
- الصيد البحري في الجزائر
- النقل في الجزائر
- معركة الجزائر (أكتوبر 1541)
- الهجوم البحري على الجزائر (1682)
- الهجوم البحري على الجزائر (1683)
- المقاومة الشعبية الجزائرية ضد فرنسا
- مبايعة محمد بن زعموم (1830)
- معاهدة دي بورمن
- مقاومة متيجة
- علي ولد سي سعدي

### فيديوهات
- مشروع التأهيل والتطوير السياحي لبرج تامنتفوست على يوتيوب.
- منظر خارجي حول برج تامنتفوست على يوتيوب.